# Imad (Bischof)
Imad, auch Immad (althochdt.: der allumfassend Edle; * um 1000; † 3. Februar 1076 in Paderborn) war von 1051 bis 1076 Bischof von Paderborn.

## Herkunft
Imad war nach seinen eigenen Urkunden und der Vita seines Vorvorgängers Bischofs Meinwerk ein Sohn von dessen Schwester. Um welche Schwester es sich dabei handelt, ist ungeklärt. In der Regel wird vermutet, dass seine Eltern Liutger oder Liudger (um 950–26. Februar 1011; Graf im Westfalengau; jüngerer Sohn des Herzogs Hermann Billung von Sachsen) und die später als Lokalheilige verehrte Emma waren. Emma wird zwar bei Adam von Bremen als Schwester Bischof Meinwerks angegeben, nicht aber in dessen Vita oder im Nekrolog des von Meinwerk gestifteten Kloster Abdinghof. Vermutlich war Emma von Lesum nur eine Halbschwester Meinwerks und auch nicht die Mutter von Bischof Imad. Von den beiden aus der Vita bekannten Schwestern Bischof Meinwerks kommt als Mutter Bischof Imads nur Glismod in Betracht. Diese war mit einem bayrischen Adeligen verheiratet, der nicht eindeutig bestimmt ist. Diskutiert werden in der Literatur Markgraf Adalbert von Österreich, ein Graf Reding oder ein Graf Ozi I.

## Bischof
1051 trat Imad die Nachfolger von Rudolf von Büren als Bischof von Paderborn an.
Er förderte die von Meinwerk gegründete Domschule. 1058 schenkt er dem Kloster Twiste (?) ein Tiergehege.
Nachdem im Jahre 1058 der Dom abgebrannt war, ließ er ihn wieder aufbauen und weihte ihn 1068 neu. Als Entschädigung für die Feuersbrunst bekam das Bistum Paderborn am 7. April 1059 einen Forst zurückerstattet und einen Hof geschenkt. Imad ist Stifter der Imad-Madonna im Dom.
Zunächst mit Kaiser Heinrich III. und König Heinrich IV. verbündet, wechselte er 1073 beim Aufstand der Sachsen in das Lager der Gegner des Königs. Nach der Niederlage der Sachsen 1075 gehörte er im Investiturstreit zwischen Papst Gregor VII. und König Heinrich IV. auf der Reichsversammlung, die im Januar 1076 in Worms stattfand, zu den Bischöfen, die Gregor VII. den Gehorsam aufkündigten. Noch vor der folgenden Reichsversammlung im Mai 1076, ebenfalls in Worms, auf der der Papst abgesetzt werden sollte, verstarb er.
Er wurde unter dem von ihm errichteten Westturm des Domes begraben. 1924 wurde sein Grab aufgefunden.